# E.T. the Extra-Terrestrial (datorspel)
E.T. the Extra-Terrestrial (även kallat E.T.) är ett filmlicensäventyrsspel från 1982, baserat på filmen med samma namn, utgivet av Atari till Atari 2600 i december 1982.
Spelet har kallats historiens sämsta TV-spel och beskyllts för att ha bidragit till TV-spelskraschen i Nordamerika 1983. Andra menar att det fanns flera sämre spel till Atari 2600, och att branschen hade kraschat även utan E.T. som syndabock.
I september 1983 lät Atari gräva ner tusentals osålda spelkassetter på en soptipp i Alamogordo, New Mexico, bland annat E.T.

## Utveckling
I juli 1982 betalade Atari 21 miljoner amerikanska dollar för rättigheterna att göra ett filmlicensspel baserat på Steven Spielberg kassasuccéfilm E.T. the Extra-Terrestrial (1982). Programmeraren Howard Scott Warshaw hos Atari hade på 10 månader utvecklat Indiana Jones-Raiders of the Lost Ark-filmlicensspelet till Spielbergs föregående film: Jakten på den försvunna skatten (1981). Spielberg var belåten med spelet och ville att Warshaw skulle programmera även nästa spel. Förhandlingar mellan Atari och Spielberg drog ut på tiden, vilket slutligen innebar att Warshaw tvingades programmera spelet på fem veckor, för att spelet skulle hinna säljas vid julhandeln i december 1982.

## Marknadsföring och försäljning
Annonskampanjen på fem miljoner amerikanska dollar – den dittills dyraste för ett TV-spel – inbegrep reklam i tidningar och TV, bland annat en promotavideo med Spielberg. Fyra miljoner spelkassetter tillverkades och en och en halv miljoner blev sålda.

## Spelbeskrivning
Spelaren styr E.T. för att finna delarna till en interplanetarisk telefon så att E.T. ska kunna ringa hem (E.T. phone home). Spelet ansågs av vissa kunder som trasigt, svårt eller förvirrande. Ett problem var att spelarna när de tagit sig ur spelets virtuella gropar, återigen trillade däri.